# Mandarin Oriental Munich
Le Mandarin Oriental Munich est un hôtel situé dans la vieille ville de Munich, près de la commerçante artère Maximilianstrasse et de la célèbre brasserie Hofbräuhaus. Le bâtiment abritant le Mandarin Oriental Munich a été initialement construit en 1880 et servait d'opéra municipal. En 1990, le bâtiment a été converti en usage hôtelier et a finalement été acheté par le groupe Mandarin Oriental Hotel en 2000. En 2015, l'hôtel a fait l'objet d'une vaste rénovation de ses espaces publics et a ouvert un nouveau restaurant ainsi qu'un nouveau salon dans le hall. 

## L'hôtel
Le bâtiment qui abrite aujourd'hui le Mandarin Oriental Munich a été construit en 1880 pour servir d'opéra municipal. Ce n'est qu'en 1990 que le bâtiment néo-Renaissance a été converti en hôtel, l'Hôtel Rafael Munich, par l'hôtelier Georg Rafael. Il a ensuite été acheté par le Mandarin Oriental Hotel Group 10 ans plus tard. Au cours d'une restauration, les fondations du bâtiment ont été retrouvées englobant une partie de la muraille médiévale de la ville, section pouvant encore être vue dans la cave de l'hôtel. Le Mandarin Oriental Munich, sélectionné en 2011 sur la Liste d'or du magazine américain Conde Nast Traveler’s, a subi une rénovation importante de ses 48 chambres et 25 suites en 2007, suivie par une vaste rénovation de ses espaces publics en 2015. 
L'hôtel compte quatre restaurants et bars. 

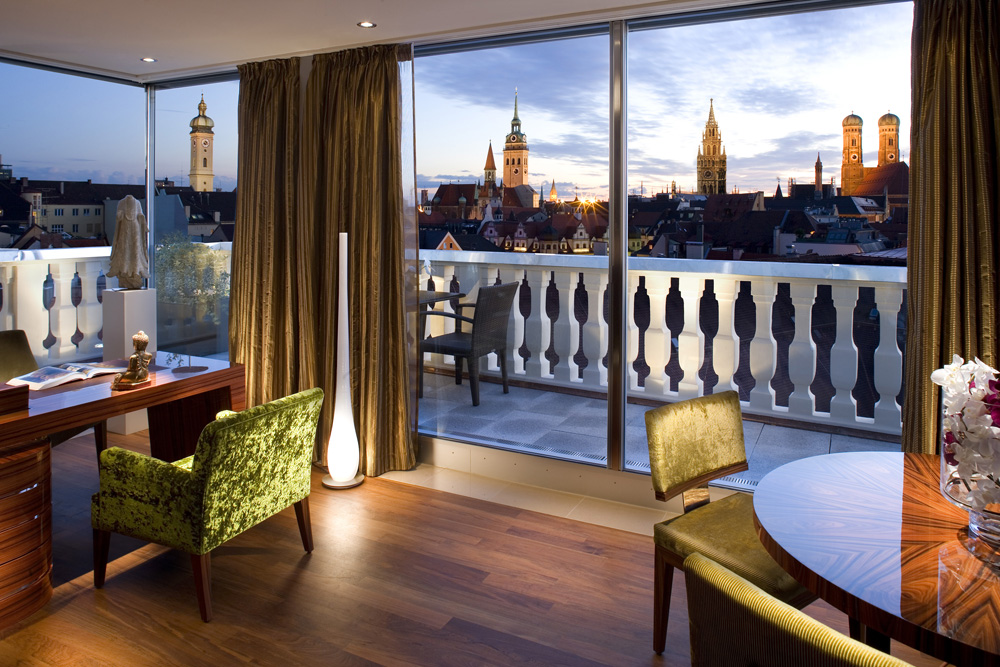
Vue d'une Suite au Mandarin Oriental Munich

### Autres hôtels Mandarin Oriental
- Mandarin Oriental, Barcelone
- Mandarin Oriental, Paris
- Mandarin Oriental, Hong Kong
- Mandarin Oriental Hyde Park, Londres
- Mandarin Oriental, Miami
- Mandarin Oriental, New York
- Mandarin Oriental, Las Vegas
- Mandarin Oriental, Tokyo
- Mandarin Oriental, Singapour
- Mandarin Oriental Prague
- Mandarin Oriental, Sanya
- Mandarin Oriental, Chengdu